# Heddy Boubaker
Heddy Boubaker (né le 3 mars 1963 à Marseille) est un musicien de la scène française de musique improvisée, free rock, rock expérimental, électroacoustique improvisée & musique contemporaine, basé à Toulouse (France).

## Biographie
Grandit dans une famille ou la musique, en particulier de Jazz (plutôt Be-Bop/Hard-Bop) et orientale (père Tunisien), est très présente. S'intéresse aux sons dès son plus jeune âge… 
Commence la musique en 1977, à l'âge de 14 ans, par l'apprentissage quasi autodidacte de la basse et de la guitare électrique, puis se consacre rapidement à la pratique exclusive de cette dernière. À partir de 1979, il participe à de nombreux petits groupes éphémères de rock (du punk au progressif) ou blues dans la région toulonnaise, parallèlement au suivi de ses études d'électronique qui le conduiront en 1985 à aller habiter et travailler à Paris en tant qu'informaticien. C'est là-bas qu'il commence à étudier le jazz - toujours en autodidacte - tout en occupant la place de guitariste soliste dans divers groupes de musique afro-caribéenne (Jeune Compas), afro jazz, reggae, dub…
En 1988, une amie lui prête un saxophone et c'est le coup de foudre, après un bref passage au saxophone soprano, il se met à l'alto pour ne plus le lâcher jusqu'en 2011, abandonnant pour un long moment la pratique de la guitare. En 1991, il part vivre à Toulouse ou il se produira dans divers groupes de jazz, musique Gnawa et dans le groupe ariégeois de « rock oriental » expérimental Zoreï.
Aux alentours de l'année 1995, il découvre la musique improvisée et s'inscrit dans un atelier de l'école Music-Halle, dirigé par Marc Démereau. Atelier qui se transformera plus tard en grand orchestre de musique improvisée Ordulu et avec lequel ont lieu de nombreuses expérimentations dans le domaine de la musique improvisée. Entre 1998 et 2002, il participera à la formation de jazz électrique « expérimental » improvisé Sponco avec qui il se produira dans la région ariégeoise. Il s'initie aussi dans cette même période aux percussions orientales avec Ali Alaoui avec qui il donnera quelques concerts ainsi qu'avec d'autres expériences de groupes « fusion-Gnawa ».
En 2002, il rencontre Lê Quan Ninh, Michel Doneda, Fabrice Charles, Valérie Métivier, Martine Altenburger et les autres acteurs du collectif Toulousain la Flibuste et « performera » quelquefois avec eux. À peu près à la même période, avec le trompettiste Sébastien Cirotteau, ils créeront le duo Vortex.
En 2003 et 2004, il participe, avec la pianiste Nusch Werchowska, à la création et l'organisation du festival « les rencontres Zieu-M-Zic de musique improvisée » à Rennes-les-Bains. Festival durant lequel il rencontrera de nombreux artistes musiciens, danseurs, poètes... et avec lesquels il initiera de nombreux projets : le trio L3PL avec le percussionniste Sébastien Bouhana et le contrebassiste Guillaume Viltard, le trio de saxophones alto avec Christine Abdenour-Sehnaoui et Jean-Luc Guionnet, le trio WPB3 avec Nusch Werchowska et Mathias Pontevia et quelques collaborations occasionnelles avec Étienne Brunet.
Depuis début 2004, avec son épouse la plasticienne Zéhavite Cohen, ils créent et animent le lieu de concert La Maison Peinte à Labarthe-sur-Lèze et participe à l'organisation de multiples concerts en région Toulousaine. De 2006 à 2009 est membre actif de l'association toulousaine IREA (avec Michel Doneda, Guillaume Blaise, Valérie Métivier, Jean-Marc Richon, Fabrice Charles…) qui organise des concerts d'arts improvisés et sessions de pratique et pédagogiques autour de cette pratique.
En 2007, il participe à la création du collectif Sonofages et aux premières rencontres du même nom qui ont lieu au château de Lafage. À cette période, il se procure son propre saxophone basse qu'il utilise intensément dans diverses formations jusqu'en 2011.
En 2008, il crée le label « Un Rêve Nu » avec la plasticienne Zéhavite Cohen et l'ingénieur du son Nicolas Carrière et enregistre la première référence du label avec Guillaume Viltard.
En 2011, à cause d'ennuis de santé, il doit arrêter la pratique du saxophone et se concentre sur celles du synthétiseur modulaire analogique et de la basse électrique (son premier instrument de jeunesse).
En 2012, avec la pianiste Christine Wodrascka, ils créent un grand orchestre d'improvisation sur la région Toulousaine, 'Le FIL', comprenant plus d'une quarantaine de musiciens de toutes provenances musicale et de tout âges. La même année, il crée les groupes The End (avec Fabien Duscombs, batterie et Mathieu Werchowski, violon) et Wet (avec Frédéric Vaudaux, batterie).
En 2014, il étudie, conçoit et produit la drogue sonore (fantasmée) utilisée comme bande son dans le court-métrage DOSE de Louise Bruyère et publiée sous le label Stomoxine Records. Il publie aussi cette année son premier recueil de dessins « Uncanny Valley » aux éditions le Chant des Muses.
Participe à l'organisation du Festival La Poutre depuis juillet 2015 ainsi qu'en 2016 à la première édition toulousaine du festival Sonic Protest.
En 2015/2016, nombreuses nouvelles collaborations et groupes Couac avec Sébastien Lespinasse, Cat, Aviva Endean, Dale Gorfinkel, etc.
En 2016, fait une pause avec le synthétiseur modulaire afin de se consacrer plus intensément à la basse et aux guitares. Arrêt aussi des concerts à La Maison Peinte cette même année. Monte le groupe Èch, sous la forme d'un trio de musique improvisée au départ qui se transformera en quintet de rock avec Andy Lévêque (sax alto, clavier), Julien Gineste (sax alto, clavier), Erwan Lamer (batterie) et Walkind Rodriguez (trompette, voix, percussion, danse...), ils sortiront leur premier CD sur le label Un Rêve Nu en 2020.
En 2019 & 2020, il participe à plusieurs nouveaux groupes : Dieu avec Jean-Sébastien Mariage et Mathias Pontevia, le duo JOBO avec Yann Joussein du collectif Coax à la batterie ainsi que le quartet Danza Cosmos avec Rodolphe Collange, Laurent Avizou et Youssef Ghazzal. Depuis cette période, il utilise quasi essentiellement la guitare électrique ainsi que la guitare baryton.
En 2024, il crée le trio Ǝlephant avec Marc Maffiolo aux saxophones basse et ténor et Jean-Pierre Vivent à la batterie et percussion.

## Scènes
À beaucoup joué à Toulouse et sa région ainsi que dans de nombreuses autres villes tant françaises qu'étrangères, par exemple : à New York (Knitting Factory), Londres (Vortex club, café OTO, Ryan's Bar…), Berlin (Ausland, Exploratorium…), Kuala-Lumpur, Sydney, Melbourne, Brisbane, Singapour, Leipzig, Bruxelles, Beyrouth, Boston, Baltimore, Montréal, Lisbonne, Madrid, Barcelone, Porto, Zurich, Hambourg, Édimbourg…
Ainsi que dans les festivals The Now-Now à Sydney, Playfreely à Singapour, Bruismes à Poitiers, Pied Nu au Havre, Rue du Nord à Lausanne, Dénsité, BetaProject à Pau, Jazz à Luz, Pli, Zieu-M-Zic à Rennes-les-Bains, Musique et Quotidien Sonore et les Journées Électriques d'Albi (GMEA - Groupe de musique expérimentale d'Albi), Minimal et ISI à Montpellier, Musiques Innovatrices à Saint-Étienne, Musiques Insolentes, Concerts Sauvages à Bordeaux, Murmures du Son…
À aussi enregistré avec le trio BFL (avec Soizic Lebrat et Geneviève Foccroulle) pour l'émission à l'Improviste de Anne Montaron sur France Musique.
Master Class au conservatoire d'Evreux en mai 2014.

## Discographie sélective
À la guitare électrique
- "Abécédaire" / JOBO - CD (Un Rêve Nu / Coax records) - 2023
- Album éponyme du groupe Èch - (Un Rêve Nu - urn006) - CD - 2020

À la basse électrique
- « Closer To The Sun » enregistrement "live" du trio The End - (Le Petit Label - plfree010)  – CD – 2017
- « no[NOUS]us » / Sébastien Lespinasse / Boubaker - (Trace Label - trAce044) – CD – 2016

Au synthétiseur modulaire
- « Merci-Merci » / Kittel / Boubaker – LP vinyle (Un Rêve Nu – urn004) - 2016
- « Le Grand Attracteur » / Vortex – LP vinyle (Un Rêve Nu – urn003) - 2015
- « DOSE » solo – Cassette (Stomoxine Records - stx38) - 2014

Aux saxophones
- « Dig ! » solo (Le Petit Label – plson015) – 2013
- « Axon » / duo Ulher / Boubaker (Intonema - int003) – 2012
- « Domino Doubles » / duo Faustino / Boubaker (Re:KonstruKt – re:057) – 2012
- « Quasi Souvenir » / duo Lebrat / Boubaker (Petit Label – plson012) – 2011
- « Le Beau Déviant » / Rodriguez/Moimeme/Boubaker (Creative Sources Recording – cs194) – 2011
- « A Floating World » / WPB3 (Mikroton – cd9) – 2011
- « Night Asylum » / Rosa Luxemburg new 5tt (Not Two Records – MW 832-2) – 2010
- « Lost Transitions » / ZED (Ayler Records - aylCD-102) – 2010
- « Poverb » / WPB3 (Herbal International.tk / Live Actions 008) – 2010
- « Accumulation d'Acariâtres Acariens » avec la violoncelliste Soizic Lebrat (Le Petit Label - LPS006) - 2009
- « Décalage vers le rouge » / WPB3 (Le Petit Label - LPS003) - 2008
- « Upside Down » avec la trompettiste Allemande Birgit Ulher (Why Not ltd 00029) - 2008
- « Lack of Conversation » solo (Creative Sources Recording – cs066) - 2006
- « Glotosifres » / WPB3 (Creative Sources Recording – cs048) - 2004